# Estádio Tierra de Campeones
Estadio Tierra de Campeones, é um estádio multiuso na cidade de Iquique, no Chile. Atualmente é usado na maior parte para partidas de futebol, sendo o local de mando do Deportes Iquique. O estádio tem lugar para 13.000 espectadores e foi construído em 1993.